# Cuarteto con flauta n.º 3 (Mozart)
El Cuarteto con flauta n.º 3 en do mayor, K. 285b/Anh. 171, de Wolfgang Amadeus Mozart es el tercero y último de una serie de tres cuartetos escritos para el flautista aficionado Ferdinand de Jean. A pesar de que esta composición figura inmediatamente después de los cuartetos con flauta números 1 y 2 en el catálogo Köchel, fue escrita al parecer algunos años más tarde, posiblemente en 1781 o 1782.

## Estructura
La obra consta de dos movimientos:
1. Allegro, 3/4

Introducción:
1. Andantino, tema con variaciones

Primera variación:
La interpretación del total de la pieza suele durar unos quince minutos.